# Grammatobothus krempfi
Grammatobothus krempfi is een straalvinnige vissensoort uit de familie van de botachtigen (Bothidae). De wetenschappelijke naam van de soort is voor het eerst geldig gepubliceerd in 1929 door Chabanaud.